# Горка (Кузёмкинское сельское поселение)
Го́рка — деревня в Кузёмкинском сельском поселении Кингисеппского района Ленинградской области.

## История
До 1920 года представляла собой заречную часть деревни Коростель.
В 1920 году по Тартускому мирному договору, территория на которой находилась деревня Коростель (Карстала), расположенная на берегу реки Россонь, т. н. Эстонская Ингерманландия отошла независимой Эстонии.
По данным 1966 и 1973 годов деревня Горка находилась в составе Куровицкого сельсовета.
По данным 1990 года деревня Горка входила в состав Кузёмкинского сельсовета Кингисеппского района.
В 1997 году в деревне Горка Кузёмкинской волости проживал 1 человек, в 2002 году — 2 человека (все русские), в 2007 году — вновь 1, в 2010 году — 8.

## География
Деревня расположена в западной части района на берегу реки Россонь, напротив деревни Коростель.
Расстояние до административного центра поселения — 16 км.
Расстояние до ближайшей железнодорожной станции Усть-Луга — 31,5 км.

## Демография
| 2007 | 2010 | 2017 |
| ---- | ---- | ---- |
| 1    | ↗23  | ↘2   |

### Национальный состав
Согласно данным Всероссийской переписи населения 2021 года в деревне проживали 17 человек, из них:
 русские — 13 человек, остальные национальность не указали.

## Улицы
Тенистая.